# Governo provvisorio

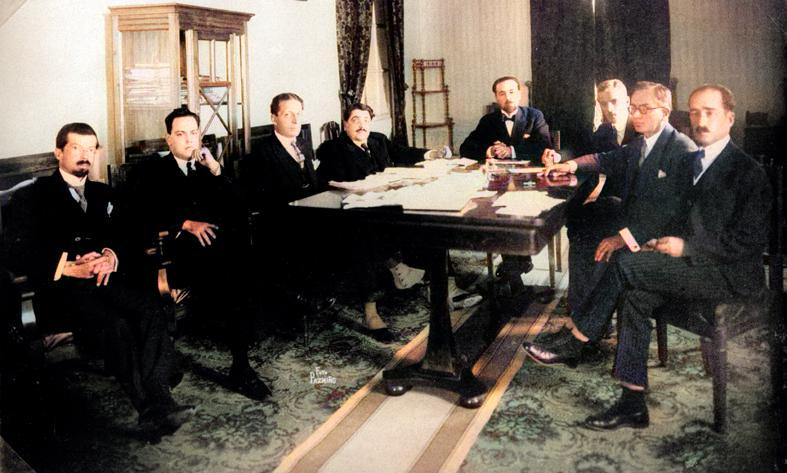
Membri del governo di transizione durante la rivoluzione ecuadoriana (Revolución Juliana) del 10 luglio 1925

Un governo provvisorio, chiamato anche in altre o simili circostanze governo ad interim, governo di emergenza o governo di transizione, è un'autorità governativa determinata o istituita per gestire una transizione istituzionale o di altro tipo.

## Tipologie
Essa, per via della molteplicità di casistiche costituzionali ed istituzionali in cui può essere utilizzata, si divide in tre grandi categorie:
- In un sistema stabile e generalmente democratico, tale istituto si manifesta in quel periodo di transizione successivo ad un processo elettorale, regolare o anticipato, o ancora ad una crisi di governo, ed antecedente alla conseguente ed inevitabile più o meno consolidata e/o codificata prassi costituzionale posteriore di formazione ed insediamento di un nuovo esecutivo, anche se diretto dagli stessi individui uscenti ed in alcuni casi necessitante di una mozione di fiducia o un’investitura formale. Tale periodo di transizione vede l’esecutivo provvisorio esercitare i soli affari correnti ed urgenti, venendo chiamato spesso Governo dimissionario, Governo uscente o ancora Governo ad interim.

- In sistemi più instabili o divenuti tali, tale istituto può essere formato anche per transire verso nuove nazioni, in seguito al crollo della precedente amministrazione di governo o in caso di cambio di regime a seguito di una guerra, di un colpo di stato o di una rivoluzione. In tale caso sono generalmente nominati, sorgono spesso durante o dopo guerre civili e vengono chiamati Governi ad interim o Governi di transizione.

- Infine, in contesti di stato di emergenza (ma non sempre), tale istituto può essere previsto per la gestione di particolari crisi come guerre, epidemie, secessioni, vuoti di potere, dissesti economici, recessioni ecc…, o essere destinati a sopravvivere solo per adempiere ad uno specifico scopo. In tal caso l’esecutivo è chiamato Governo di emergenza o Governo di scopo (sebbene spesso tali denominazioni siano molto estensive e possono rientrare in più ampie categorie spesso diverse in base al contesto, alla durata, alle condizioni strutturali ed alle carte costituzionali).

## Descrizione
I governi provvisori mantengono il potere fino a quando non sarà possibile creare un nuovo governo a seguito di un regolare processo politico, che è generalmente un'elezione. Possono essere coinvolti nella semplice gestione degli affari correnti e urgenti, ma anche, nel caso di governi d’emergenza o transitori, nella definizione della struttura giuridica dei regimi successivi, delle linee guida relative ai diritti umani e alle libertà politiche, della struttura dell'economia, delle istituzioni governative e dell'allineamento internazionale. I governi provvisori differiscono dai governi di transizione, che sono responsabili di governo all'interno di un consolidato sistema parlamentare e nascono a seguito di una mozione di sfiducia, o in seguito alla dissoluzione della coalizione di governo.
Secondo Yossi Shain e Juan J. Linz, i governi provvisori possono essere classificati in quattro gruppi:
1. Governi provvisori rivoluzionari (quando il vecchio regime viene rovesciato e il potere appartiene a chi lo ha rovesciato).
2. Governi provvisori di condivisione del potere (quando il potere è condiviso tra il precedente regime e quelli che stanno cercando di cambiarlo).
3. Governi provvisori in carica (quando il potere durante il periodo di transizione appartiene al precedente regime).
4. Governi provvisori internazionali (quando il potere durante il periodo di transizione appartiene alla comunità internazionale).

L'istituzione di governi provvisori è spesso legata all'attuazione della giustizia di transizione. Le decisioni relative alla giustizia di transizione possono determinare chi è autorizzato a partecipare a un governo provvisorio.

## Storia
I primi governi provvisori furono creati per preparare il ritorno del governo regolare. Le assemblee convocate irregolarmente durante la Rivoluzione inglese, come l'Irlanda confederata (1641–1649), furono descritte come "provvisorie". Il Congresso continentale, una convenzione di delegati di 13 colonie britanniche sulla costa orientale del Nord America, divenne il governo provvisorio degli Stati Uniti nel 1776, durante la guerra d'indipendenza americana. Il governo perse il suo status provvisorio nel 1781, in seguito alla ratifica degli Articoli della Confederazione, ma continuò ad esistere  come Congresso della confederazione fino a quando non fu soppiantato dal Congresso degli Stati Uniti nel 1789.
La pratica di usare "governo provvisorio" come parte di un nome formale può essere fatta risalire al governo di Talleyrand in Francia nel 1814. Nel 1843, i pionieri americani nel Paese dell'Oregon, nella regione nordoccidentale del Pacifico del Nord America, istituirono il governo provvisorio dell'Oregon, poiché il governo federale degli Stati Uniti non aveva ancora esteso la propria giurisdizione sulla regione, che esistette fino al marzo 1849. I numerosi governi provvisori durante le rivoluzioni del 1848 hanno conferito al termine il suo significato moderno: un governo liberale istituito per preparare le elezioni.

### Casistica
- Governo provvisorio della Nazione Piemontese – durante l'occupazione del Piemonte da parte delle truppe francesi rivoluzionarie (1798)
- Governo provvisorio francese – durante la Seconda Repubblica (1848)
- Governo provvisorio di Milano – durante le Cinque giornate (1848)
- Governo provvisorio di Venezia – durante l'insurrezione della città contro il governo austriaco (1848)
- Governo provvisorio della Toscana – alla fine del Granducato (1859)
- Governo provvisorio francese – presieduto da Louis-Jules Trochu (1870)
- Governo provvisorio delle Hawaii – dopo il rovesciamento della Regina Liliuokalani (1893)
- Governo provvisorio della Repubblica di Cina – durante la rivoluzione Xinhai (1911)
- Governo provvisorio albanese – dopo l'indipendenza dal dominio ottomano (1912)
- Governo provvisorio russo – dopo la caduta dell'Impero (1917)
- Governo provvisorio siberiano - durante la guerra civile russa (1918)
- Governo provvisorio panrusso – durante la guerra civile russa (1918)
- Governo provvisorio della Siberia autonoma – durante la guerra civile russa (1918)
- Governo provvisorio della Repubblica di Corea – durante l'occupazione giapponese (1919)
- Governo provvisorio del Priamur'e – durante la guerra civile russa (1921)
- Governo provvisorio della Cina – durante l'occupazione giapponese (1937)
- Governo provvisorio della Repubblica francese – dopo la caduta del Governo di Vichy (1944)
- Governo provvisorio della Repubblica di Polonia – alla fine della seconda guerra mondiale (1944)
- Governo di transizione siriano (2024)